# 基爾萬海崖
73°25′S 3°30′W / 73.417°S 3.500°W
基爾萬海崖是南極洲的海崖，位於東部南極洲的毛德皇后地，全長約150公里，該海崖以皇家地理學會會長命名，由挪威製圖師根據測量和空中照片繪入地圖。